# Melitaea pamira
Melitaea pamira är en fjärilsart som beskrevs av Otto Staudinger 1887. Melitaea pamira ingår i släktet Melitaea och familjen praktfjärilar. Inga underarter finns listade i Catalogue of Life.